# AirAsia X
AirAsia X is een Maleisische luchtvaartmaatschappij met als thuisbasis Kuala Lumpur. Het bedrijf is in 2007 opgericht en is een dochteronderneming van AirAsia.
Het bedrijf voert vluchten uit waarvan de vliegtijd langer is dan 4,5 uur. Hiervoor wordt een A330-300 of een A340-300 ingezet. AirAsia X voert vooral vluchten uit naar Australië en Azië. AirAsia X vloog tot januari 2012 ook naar Londen en Parijs maar moest, naar eigen zeggen, stoppen met deze vluchten wegens te hoge brandstofkosten. AirAsia-directeur Tony Fernandes liet in november 2013 in een interview met de Franse krant Les Echos weten dat de dienst naar Londen en/of Parijs hervat kon worden door AirAsia X of Thai AirAsia X, mits de brandstofkosten stabiel zouden blijven.

## Vloot
De vloot van Thai AirAsia bestond op 8 februari 2017 uit de volgende 22 toestellen
| Vliegtuig       | Aantal | Plaatsen |
| --------------- | ------ | -------- |
| Airbus A330-300 | 22     | 12 / 365 |